# Верх-Бехтемір
Верх-Бехтемі́р (рос. Верх-Бехтемир) — село у складі Бійського району Алтайського краю, Росія. Адміністративний центр та єдиний населений пункт Верх-Бехтемірської сільської ради.

## Населення
Населення — 1006 осіб (2010; 1102 у 2002).
Національний склад (станом на 2002 рік):
- росіяни — 93 %